# Astable
Un signal astable est un signal qui oscille en permanence entre 2 états logiques 0 et 1 sans aucune intervention extérieure (on peut parler de signal carré ou rectangulaire, par analogie à sa représentation sur un oscilloscope). Ce terme est d'ailleurs principalement utilisé en électronique.
Le montage qui produit ce signal est appelé oscillateur astable. Il peut être suscité par un montage simple autour d'un amplificateur opérationnel.
Un astable est un générateur autonome générant un signal rectangulaire périodique de rapport cyclique variable.

## Liens
- Multivibrateur